# Geckolepis typica
Geckolepis typica är en ödleart som beskrevs av Grandidier 1867. Geckolepis typica ingår i släktet Geckolepis och familjen geckoödlor. Inga underarter finns listade i Catalogue of Life.
Arten förekommer på västra och södra Madagaskar. Honor lägger ägg. Den vistas i lövfällande skogar och är nattaktiv. Exemplaren vilar på dagen under barkskivor och i bergssprickor.
Beståndet hotas av landskapsförändringar. Hela populationen antas vara stor. IUCN listar arten som livskraftig (LC).